# Medicina tradicional coreana

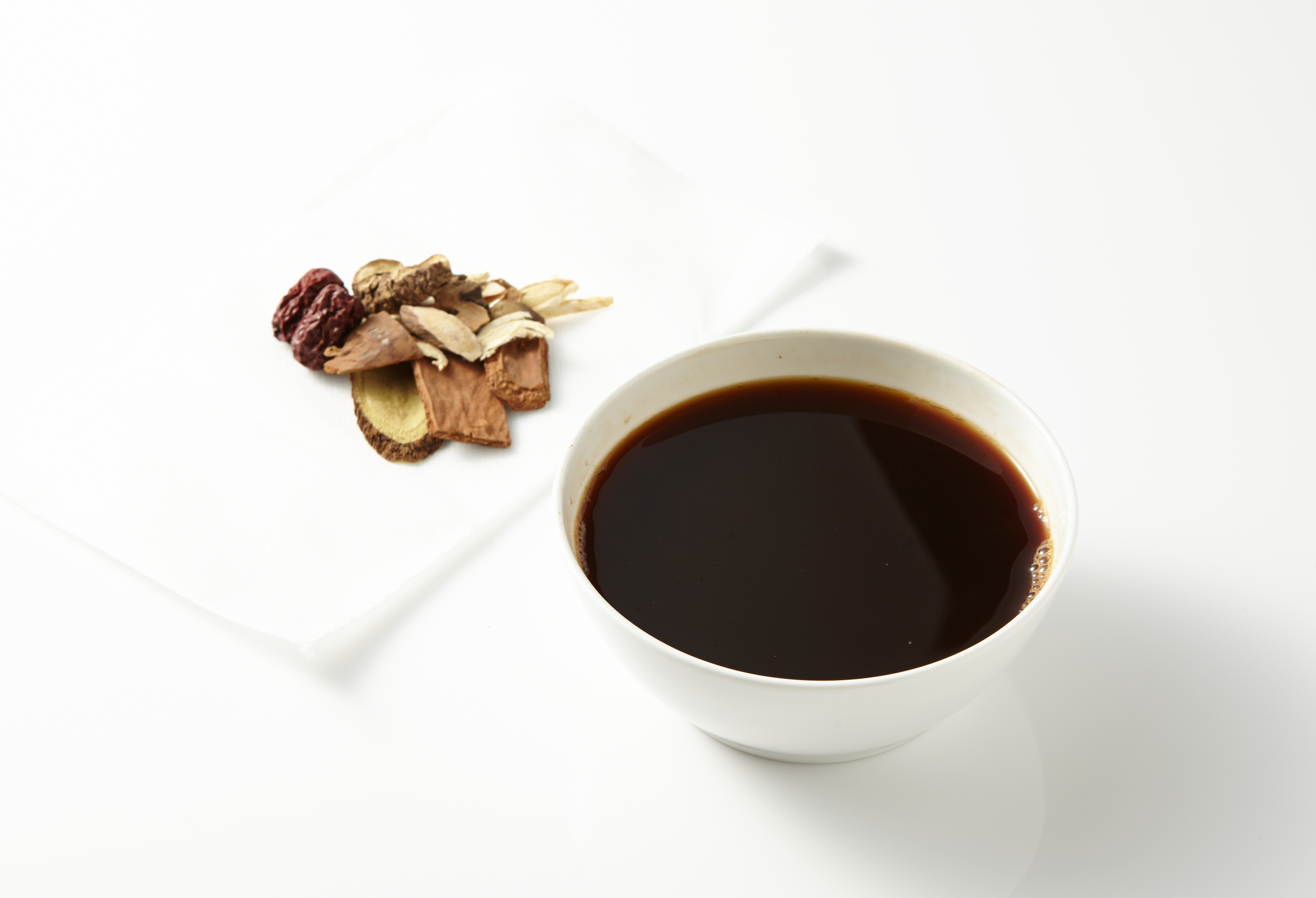
hanyak

A medicina tradicional coreana, refere-se ao campo da medicina tradicional desenvolvida e praticada na Coreia. Suas técnicas de tratamento e diagnóstico influenciam e são influenciadas por tratamentos semelhantes na medicina tradicional chinesa.

## História
A medicina coreana se originou nos tempos antigos e pré-históricos e remonta a 3000 a.C., quando agulhas de pedra e osso foram encontradas na província de Hamgyŏng do Norte, agora na atual Coreia do Norte. Esta é a informação arqueológica mais antiga que foi encontrada associada à prática da acupuntura. Em Gojoseon, onde o mito da fundação da Coreia é registrado, há a história de um tigre e um urso que queria reencarnar em forma humana e que comia absinto e alho. Em Jewang Ungi (제왕운기), que foi escrito na época de Samguk Yusa, absinto e alho são descritos como "remédios comestíveis", mostrando que mesmo nos tempos em que a medicina do encantamento era dominante, os remédios à base de ervas eram administrados como agentes de cura na Coréia. Além disso, o fato de que o absinto e o alho não são encontrados no antigo herbalismo chinês mostra que a medicina tradicional coreana desenvolveu práticas únicas ou as herdou de outras culturas.
No período dos Três Reinos, a medicina tradicional coreana estava sendo influenciada por outras medicinas tradicionais, como a medicina chinesa. Na dinastia Goryeo, com a influência de outras, como a medicina chinesa, foram realizadas pesquisas intensas sobre ervas nacionais, e o resultado foi a publicação de vários livros sobre ervas domésticas. As teorias médicas da época baseavam-se na medicina da Dinastia Song e na Dinastia Yuan, mas as receitas são baseadas na medicina do período da Cátedra Unificada como os textos médicos Prescrições de primeiros socorros com base em produtos nacionais ou "Hyangyak Gugeupbang (향약구급방), que foi publicado em 1245.
A medicina floresceu no período da Dinastia Joseon. Um livro chamado "A coleção classificada de prescrições" (医 方 类 聚, 의방 유취) também foi memorável. Este trabalho foi escrito por Kim Ye-mong (金 礼 蒙, 김예몽) e outros médicos coreanos oficiais em 1443-45. Colete mais de cinquenta mil prescrições de cento e cinquenta e duas obras médicas da China antiga antes do século XV. Ele também coleta as receitas de um livro médico coreano "The Concise Recipes of Royal Doctors" (御医 撮要 方, 어 의 촬 요방), que foi escrito por Choi Chong-jun (崔宗峻, 최종준) em 1226. O livro "The Collection classificado de prescrições médicas "Tem um valor de pesquisa muito importante, pois mantém o conteúdo de muitos livros de medicina chineses antigos que se perderam há muito tempo.
Depois disso, muitos livros sobre especialidades médicas foram publicados. Existem três médicos da Dinastia Joseon (1392-1910), que geralmente são creditados com o desenvolvimento da medicina tradicional coreana. Eles são Heo Jun, Saam e Lee Je-ma. Após a invasão japonesa em 1592, Dongui Bogam (동의보감) foi escrito por Heo Jun, o primeiro dos grandes médicos. Este trabalho integrou a conhecida medicina coreana e chinesa de sua época e teve grande influência na medicina chinesa, japonesa e vietnamita da época.
A próxima grande influência na Medicina Tradicional Coreana está relacionada à tipologia Sasang (사상 의학). Lee Je-ma e seu livro, "The Director of Life Preservation in Oriental Medicine" (东 医 寿 世 保 元, 동의 수세 보원) Teoria da Teoria Sistemática do Metabolismo. Lee Je-ma percebeu que, mesmo que os pacientes sofram da mesma doença, eles precisam usar diferentes aplicações de ervas para tratar a mesma doença devido aos diferentes metabolismos das pessoas. A tipologia Sasang (사상 의학) concentra-se nas diferenças individuais dos pacientes com base em uma reação diferente à doença. Trate a doença tratando a causa por meio de um diagnóstico adequado. A chave para este diagnóstico é primeiro determinar o órgão interno ou anotar o metabolismo de cada paciente
A próxima pessoa a ser reconhecida é Saam, o médico-sacerdote que se acredita ter vivido durante o século XVI. Embora ainda haja muito a ser conhecido sobre Saam, incluindo seu nome real e data de nascimento, está registrado que ele estudou com o famoso monge Samyang. Ele desenvolveu um sistema de acupuntura que usa a teoria dos cinco elementos.
No final da dinastia Joseon, o positivismo foi generalizado. A evidência clínica é mais comumente usada como base para estudar doenças e desenvolver curas. Os estudiosos que se afastaram da política voltaram-se para o tratamento de doenças e, conseqüentemente, novas escolas de medicina tradicional foram estabelecidas. Livros simples de medicina foram publicados para o povo. No início do século XIX, a tipologia de Sasang (사상 의학) foi escrita por Lee Je-ma, o terceiro médico histórico a desenvolver muito da medicina tradicional coreana. Lee classifica os seres humanos em quatro tipos principais, com base na emoção que dominou sua personalidade e nos tratamentos desenvolvidos para cada tipo. Os quatro tipos são Tae-Yang (태양, 太阳) ou "maior yang", So-Yang (소양, 小 阳) ou "menor yang", Tae-Eum (태음, 太阴) ou "maior yin" e So-Eum (소음, 小 阴) ou "yin menor".

## As aplicações atuais
Com o aumento do número de imigrantes coreanos chegando aos Estados UnidosNos últimos anos, tornou-se importante para a medicina moderna compreender essas técnicas tradicionais de cura e como são usadas pela comunidade coreana. Estudos têm mostrado que pelo menos metade dos imigrantes coreanos que vivem nos Estados Unidos pratica alguma forma de medicina tradicional, pelo menos parte do tempo, muitas vezes simultaneamente com técnicas ocidentais. Especula-se que o uso continuado de técnicas tradicionais tem muito a ver com a falta de familiaridade com os costumes ocidentais entre os novos imigrantes, mas as evidências mostram que o uso de técnicas tradicionais foi freqüentemente continuado entre o segundo e o segundo anos. Foi sugerido que isso se deve a uma diferença cultural nas abordagens medicinais que gira em torno do tratamento de um indivíduo inteiro, ao invés de um aspecto dele ou simplesmente de sua doença. Muitos imigrantes coreanos falaram em termos semelhantes e sugeriram que não são apenas os próprios médicos americanos, mas a maneira como tratam seus pacientes que é "distante" e "desconectada" da base espiritual do corpo humano. A análise estatística de experimentos com remédios mais tradicionais, incluindo suplementos de ervas e acupuntura, descobriu que o estado mental de um paciente é mais relaxado e seu bem-estar emocional geralmente melhora depois de ser tratado com remédios mais tradicionais em vez de medicamentos ocidentais. nesse caso, observou-se algum declínio na saúde mental e estabilidade emocional. Instalações médicas especializadas em cuidados geriátricos relataram sucesso com o uso da medicina tradicional coreana não apenas em seus pacientes coreanos, mas também entre os americanos caucasianos. Ficou claro para muitos profissionais da área médica nos Estados Unidos que, a fim de promover o bem-estar de seus pacientes coreanos, bem como de seus pacientes idosos, "novas" técnicas envolvendo o uso de métodos tradicionais coreanos podem não ser apenas preferido por seus pacientes, mas necessário para a continuidade da saúde (Kim et al 109-119). Instalações médicas especializadas em cuidados geriátricos relataram sucesso com o uso da medicina tradicional coreana não apenas em seus pacientes coreanos, mas também entre os americanos caucasianos. Ficou claro para muitos na profissão médica nos Estados Unidos que, a fim de promover o bem-estar de seus pacientes coreanos, bem como de seus pacientes idosos, "novas" técnicas envolvendo o uso de métodos tradicionais coreanos podem não ser apenas preferidas por seus pacientes, mas necessário para a continuidade da saúde (Kim et al 109-119). Instalações médicas especializadas em cuidados geriátricos relataram sucesso com o uso da medicina tradicional coreana não apenas em seus pacientes coreanos, mas também entre os americanos caucasianos. Ficou claro para muitos na profissão médica nos Estados Unidos que, a fim de promover o bem-estar de seus pacientes coreanos, bem como de seus pacientes idosos, "novas" técnicas envolvendo o uso de métodos tradicionais coreanos podem não ser preferidas apenas por seus pacientes, mas necessário para a continuidade da saúde (Kim et al 109-119).

## Os métodos de tratamento em geral
- Ervas medicinais

O fitoterapia é o estudo e a prática do uso de material vegetal para fins alimentares, medicamentos ou de saúde. Eles podem ser flores, plantas, arbustos, árvores, musgos, líquenes, samambaias, algas, algas ou fungos. A planta pode ser usada em sua totalidade ou com partes específicas que são utilizadas. Em cada cultivo ou sistema médico, existem diferentes tipos de profissionais fitoterápicos: fitoterapeutas profissionais e leigos, coletores de plantas e os responsáveis pela medicina. As ervas medicinais podem vir em várias formas, como frescas, secas, inteiras ou picadas. As ervas podem ser infundidas quando uma erva é submersa em um líquido ou decocida, que é quando uma erva é fervida em água por um determinado período de tempo. Alguns exemplos de infusão são camomila ou hortelã, o uso de flores em pó, folhas e ervas. Ervas frescas e secas podem ser tingidas onde as ervas são mantidas em um álcool ou feitas em extratos onde estão contidas em um extrato de vinagre. Eles podem ser preservados como xaropes, como glicerita em glicerina vegetal, ou colocados no mel conhecido como melada. Ambos têm gosto doce e a falta de álcool pode ser uma escolha mais adequada para crianças. Ervas secas em pó e congeladas podem ser encontradas a granel, comprimidos, pastilhas, pastas e cápsulas. Extratos fluidos com um concentrado forte tendem a funcionar mais rápido para encontrar um resultado mais rápido. Ervas frescas e secas podem ser tingidas onde as ervas são mantidas em um álcool ou convertidas em extratos onde estão contidas em um extrato de vinagre. Eles podem ser preservados como xaropes, como glicerita em glicerina vegetal, ou colocados no mel conhecido como melada. Ambos têm gosto doce e a falta de álcool pode ser uma escolha mais adequada para crianças. Ervas secas em pó e congeladas podem ser encontradas a granel, comprimidos, pastilhas, pastas e cápsulas. Extratos fluidos com um concentrado forte tendem a funcionar mais rápido para encontrar um resultado mais rápido. Ervas frescas e secas podem ser tingidas onde as ervas são mantidas em um álcool ou feitas em extratos onde estão contidas em um extrato de vinagre. Eles podem ser preservados como xaropes como o glicerol na glicerina vegetal ou colocados no mel conhecido como melada. Ambos têm gosto doce e a falta de álcool pode ser uma escolha mais adequada para crianças. Ervas secas em pó e congeladas podem ser encontradas a granel, comprimidos, pastilhas, pastas e cápsulas. Extratos fluidos com um concentrado forte tendem a funcionar mais rápido para encontrar um resultado mais rápido. Ambos têm gosto doce e a falta de álcool pode ser uma escolha mais adequada para crianças. Ervas secas em pó e congeladas podem ser encontradas a granel, comprimidos, pastilhas, pastas e cápsulas. Extratos fluidos com um concentrado forte tendem a funcionar mais rápido para encontrar um resultado mais rápido. Ambos têm gosto doce e a falta de álcool pode ser uma escolha mais adequada para crianças. Ervas secas em pó e congeladas podem ser encontradas a granel, comprimidos, pastilhas, pastas e cápsulas. Extratos fluidos com um concentrado forte tendem a funcionar mais rápido para encontrar um resultado mais rápido.
Os usos não orais de ervas consistem em cremes, banhos, óleos, pomadas, géis, águas destiladas, lavagens, cataplasmas, compressas, rapé, vapores, fumaça inalada e óleos voláteis aromáticos.
Muitos fitoterapeutas consideram o uso do envolvimento direto do paciente em seu próprio processo de cura e podem fornecer aos pacientes atenção intelectual, emocional, física e espiritual para o processo crítico. Todos os métodos são fornecidos de forma diferente, com base nas tradições à base de ervas da região. A natureza não é necessariamente segura, cuidados especiais devem ser tomados ao avaliar a qualidade, decidir sobre uma dose, perceber possíveis efeitos e interações com medicamentos fitoterápicos (Micozzi 164-167).
Um exemplo de fitoterapia é o uso de cogumelos medicinais como alimento e como chá. Pesquisas clínicas, animais e celulares mostraram que os cogumelos podem ser capazes de até regular aspectos do sistema imunológico. Um fungo notável usado na medicina coreana é Phellinus linteus.

## Acupuntura
As agulhas de acupuntura são um instrumento médico usado para curar doenças pelo método de coleta de sangue e estimulação de certos pontos em humanos e animais, inserindo-os em pontos de pressão específicos do corpo. A acupuntura melhora o fluxo de energia vital (também conhecido como "Qi") ao longo dos caminhos (chamados meridianos). Os pontos de pressão podem ser estimulados por meio de uma mistura de métodos que vão desde a inserção e retirada de agulhas muito pequenas ou o uso de calor, conhecido como moxabustão. Os pontos de pressão também podem ser estimulados por laser, massagem e meios elétricos (Pizzorno 243).
- Moxabustão

A moxabustão é uma técnica em que o calor é aplicado ao corpo com um bastão ou cone que queima a artemísia. A ferramenta é colocada na área afetada sem queimar a pele. O cone ou bastão também pode ser colocado sobre um ponto de pressão para estimular e reforçar o sangue (Ki).
- Aromaterapia

A aromaterapia é um método de tratamento de doenças corporais usando óleos vegetais essenciais (Micozzi Marc S., Chambers Dictionary 1988). As raízes, cascas, caules, flores, folhas, ou podem ser aplicadas no corpo através de massagem com um óleo vegetal. Os óleos também podem ser inalados, usados como compressas, misturados com pomada ou inseridos internamente através do reto, vagina ou boca (Hoffman 207-212).
- Meditação

A meditação é uma prática autodirigida para relaxar e acalmar a mente e o corpo. É conhecido por acalmar a mente, reduzir a dor e ajudar a baixar a pressão arterial e a ansiedade. Os métodos incluem concentrar-se em uma única palavra ou pensamento por um período específico de tempo. Alguns se concentram na experiência física, como a respiração ou um som ou mantra, mas todos têm o objetivo comum de aquietar a mente para que um dos focos possa ser direcionado para dentro (Rodgers 293).
- Educação

O governo coreano decidiu criar uma escola nacional de medicina tradicional coreana para estabelecer seu tesouro nacional sobre bases sólidas após o encerramento da primeira instituição educacional moderna (escola médica Dong-Je) pela invasão japonesa. Em 2008, a Escola Coreana de Medicina foi estabelecida dentro da Universidade Nacional de Pusan com 50 alunos de graduação e transferida para a Escola Médica Yangsan. O novo Hospital da Coreia e Centro de Pesquisa Médica para estudos clínicos estão em construção. Em comparação com as tradicionais faculdades de medicina de graduação comuns (2 a 4 anos), esta é uma escola de pós-graduação especial (4 + 4).
- Dongui Bogam

É um livro coreano compilado pelo médico real Heo Jun (1539-1615) e publicado pela primeira vez em 1613, durante o período da dinastia Joseon da Coréia. O livro é considerado importante na medicina tradicional coreana e um dos clássicos da medicina oriental moderna.
O título significa literalmente "um livro inestimável sobre medicamentos de um país oriental". A palavra "oriental" não é o antônimo de "ocidental" no mundo ocidental, Heo Jun deu esse nome porque "East Country" era um dos apelidos da Coreia.
Desde julho de 2009 está no Programa Memória do Mundo da UNESCO. A edição original de Dongui Bogam está atualmente mantida na Biblioteca Nacional da Coréia.  O original foi escrito em hanja e apenas uma parte foi transcrita em coreano para ampla leitura, pois apenas os oficiais entendiam em Hanmun. Foi traduzido para o inglês em 2013. 